# Southampton (Île-du-Prince-Édouard)
Southampton est une communauté dans le comté de Kings sur l'Île-du-Prince-Édouard, au Canada, au nord de Georgetown.